# Generalkaptenskapet Guatemala
Generalkaptenskapet Guatemala (spanska: Capitanía General de Guatemala), även kallat Kungariket Guatemala (spanska: Reino de Guatemala), var ett administrativt distrikt i vicekungadömet Nya Spanien. Generalkaptenskapet täckte stora delar av Centralamerika, inklusive det som senare kom att bli Costa Rica, Nicaragua, Honduras, El Salvador och Guatemala, samt mexikanska delstaten Chiapas. Guvernören var också president för Real Audiencia de Guatemala (hovrätten).

### Fotnoter
1. ↑  ”Svensk uppslagsbok”. 19 mars 1955. Arkiverad från originalet den 15 juli 2012. https://archive.is/20120715173908/http://svenskuppslagsbok.se/20560/under-inflytande/. Läst 15 mars 2012.